# USS Bullhead (SS-332)
USS Bullhead (SS-332) byla ponorka námořnictva Spojených států amerických třídy Balao. Postavena byla v letech 1943–1944. Byla bojově nasazena za druhé světové války. Pravděpodobně 6. srpna 1945 byla potopena japonským císařským armádním letectvem. Stala se posledním americkým válečným plavidlem potopeným nepřítelem za druhé světové války.

## Stavba
Ponorku postavila americká loděnice Electric Boat Company v  Grotonu ve státě Connecticut. Stavba byla zahájena 21. října 1943, dne 16. července 1944 byl trup spuštěn na vodu a 4. prosince 1944 byla ponorka uvedena do služby.

## Operační služba
Za druhé světové války ponorka vyplula na tři patroly a získala dvě vyznamenání Battle Star. Na dvou prvních patrolách potopila čtyři nepřátelské lodě o výtlaku 1800 tun a další tři poškodila. Během své třetí plavby byla pravděpodobně 6. srpna 1945 poblíž Bali potopena japonskými letadly. Zahynula celá posádka. Vrak nebyl nikdy nalezen.